# Isodecágono
En geometría, un isodecágono o icoságono es un polígono de 20 lados y 20 vértices. El isodecágono es un polígono construible, mediante la bisección de los lados de un decágono regular.

## Propiedades
Un isodecágono o icoságono tiene 170 diagonales, que se puede obtener aplicando la fórmula general para determinar el número de diagonales de un polígono, {\displaystyle D={\tfrac {n(n-3)}{2}}}; siendo el número de lados {\displaystyle n=20}, tenemos:
{\displaystyle D={\frac {20(20-3)}{2}}=170}
La suma de todos los ángulos internos de cualquier isodecágono es 3240 grados o {\displaystyle 18\pi } radianes.

## Isodecágono regular

Un isodecágono regular y sus ángulos principales

Un isodecágono regular es el que tiene todos sus lados de la misma longitud y todos sus ángulos internos iguales. Cada ángulo interno del isodecágono regular mide 162° o {\displaystyle 9\pi /10} radianes. Cada ángulo externo del isodecágono regular mide 18° o {\displaystyle \pi /10} rad.
Para obtener el perímetro P de un isodecágono regular, multiplíquese la longitud de uno de sus lados t por veinte (el número de lados n del polígono).
{\displaystyle P=n\cdot t=20\ t}
El área A de un isodecágono regular se puede calcular a partir de la longitud t de uno de sus lados, de la siguiente forma:
{\displaystyle A={\frac {20(t^{2})}{4\ \tan({\frac {\pi }{20}})}}\simeq 31,5688\ t^{2}}
donde {\displaystyle \pi } es la constante pi y {\displaystyle \tan } es la función tangente calculada en radianes. 
Si se conoce la longitud de la apotema a del polígono, otra alternativa para calcular el área es:
{\displaystyle A={\frac {P\cdot a}{2}}={\frac {20(t)\ a}{2}}=10(t\cdot a)}

## Utilización
La gran rueda del popular programa de juegos estadounidense "The Price Is Right" tiene una sección transversal isodecagonal.
Se descubrió que The Globe, el teatro al aire libre utilizado por la compañía de actores de William Shakespeare, fue construido sobre una base icosagonal cuando se realizó una excavación parcial en 1989.
Como ruta golígonoal, esvástica se considera un isodecágono irregular.
Un cuadrado, un pentágono y un isodecágono regulares pueden formar un teselado regular que recubre el plano por completo.

## Construcción
Como 20 = 22×5, el isodecágono regular es construible usando regla y compás, o procediendo a la bisección de los lados de un decágono regular, o a la doble bisección de los lados de un pentágono regular:
| Construcción de un isodecágono regular | Otra construcción de un isodecágono regular |

## La proporción áurea en un isodecágono
- En la construcción con longitud de lado dada, el arco circular alrededor de C con radio CD, comparte con el segmento E20F la relación de la proporción áurea.

Isodecágono con longitud de lado dada, animación (la construcción es muy similar a la del decágono con longitud de lado dada)

{\displaystyle {\frac {\overline {E_{20}E_{1}}}{\overline {E_{1}F}}}={\frac {\overline {E_{20}F}}{\overline {E_{20}E_{1}}}}={\frac {1+{\sqrt {5}}}{2}}=\varphi \approx 1.618}

## Simetría

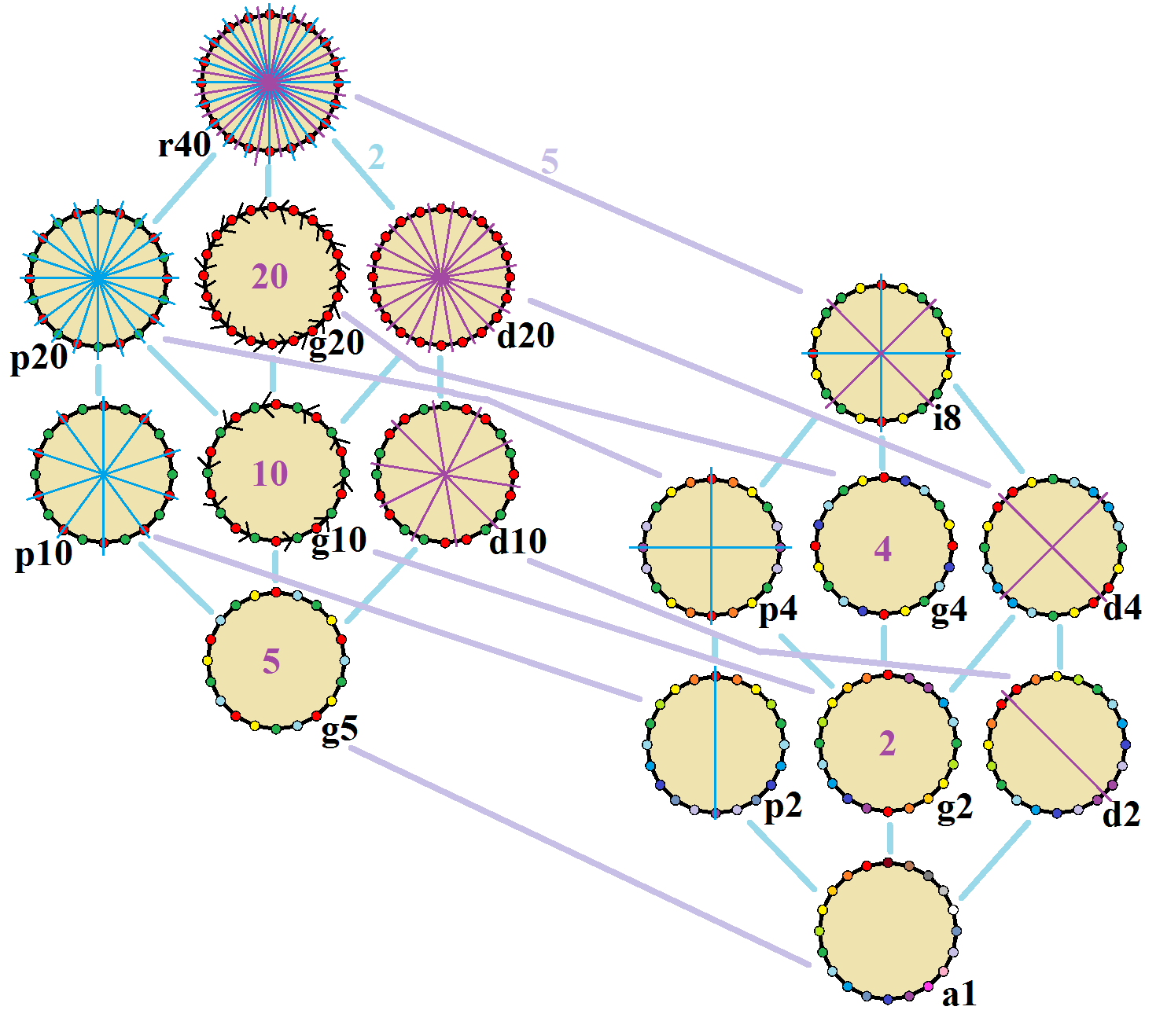
Simetrías de un isodecágono regular. Los ejes de simetría azules atraviesan vértices, los violetas pasan por el centro de los lados y el orden de las simetrías de rotación se anota en el centro. Los vértices están coloreados según su posición de simetría

El isodecágono regular posee simetría diedral Dih20 de orden 40. Incluye 5 subgrupos de simetría diedrales: (Dih10, Dih5) y (Dih4, Dih2, y Dih1), y 6 simetrías cíclicas: (Z20, Z10, Z5) y (Z4, Z2, Z1). Estas 10 simetrías dan origen a 16 tipos de formas distintas de isodecágono, un número mayor de formas que de simetrías porque los ejes de simetría pueden combinarse en la misma figura atravesando vértices y también lados. 
John Conway clasificó estas simetrías usando una letra y el orden de la simetría a continuación. Asignó la letra r al grupo de simetría de la figura regular; y en el caso de los subgrupos utilizó la letra d (de diagonal) para las figuras con ejes de simetría solo a través de sus vértices; p para figuras con ejes de simetría solo a través de ejes perpendiculares a sus lados; i para figuras con ejes de simetría tanto a través de vértices como a través de centros de lados; y g para aquellas figuras solo con simetría rotacional. Con a1 se etiquetan aquellas figuras con ausencia de simetría. Los tipos de simetrías más bajos permiten disponer de uno o más grados de libertad para definir distintas figuras irregulares. Solo el subgrupo g20 no tiene grados de libertad, pero puede verse como un grafo dirigido. (Véase un ejemplo en la Teoría de grupos de John Conway)
Los isodecágonos irregulares de mayor simetría son d20, un isodecágono isogonal construido por diez reflexiones que pueden alternar aristas largas y cortas, y p20, un isodecágono isotoxal, construido con longitudes de borde iguales, pero vértices alternando dos ángulos internos diferentes. Estas dos formas son duales entre sí y tienen la mitad del orden de simetría del isodecágono regular.

## Disección
| regular | Isotoxal |

Harold Scott MacDonald Coxeter estableció que cada zonágono (un 2m-gono cuyos lados opuestos son paralelos y de igual longitud) se puede diseccionar en m(m-1)/2 paralelogramos.
En particular, esto es cierto para los polígonos regulares con muchos lados, en cuyo caso los paralelogramos son todos rombos. En el caso del isodecágono, m=10, se puede dividir en 45: 5 cuadrados y 4 conjuntos de 10 rombos. Esta descomposición se basa en una proyección en forma de polígono de Petrie de un decaracto, con 45 de sus 11520 caras. La lista A006245 enumera el número de soluciones como 18 410 581 880, incluyendo rotaciones de hasta 20 veces y formas quirales en reflexión.
| decaracto |

## Polígonos relacionados
Un icosagrama es un estrella de 20 lados, representada por el símbolo {20/n}. Existen tres formas regulares dadas por los símbolos de Schläfli: {20/3}, {20/7} y {20/9}. También hay cinco figuras de estrellas regulares (compuestas) que usan la misma disposición de vértices: 2{10}, 4{5}, 5{4}, 2{10/3}, 4{5/2} y 10{2}.
| n               | 1                | 2                   | 3                   | 4                   | 5               |
| Forma           | Polígono convexo | Compuesto           | Polígono estrellado | Compuesto           | Compuesto       |
| --------------- | ---------------- | ------------------- | ------------------- | ------------------- | --------------- |
| Imagen          | {20/1} = {20}    | {20/2} = 2{10}      | {20/3}              | {20/4} = 4{5}       | {20/5} = 5{4}   |
| Ángulo interior | 162°             | 144°                | 126°                | 108°                | 90°             |
| n               | 6                | 7                   | 8                   | 9                   | 10              |
| Forma           | Compuesto        | Polígono estrellado | Compuesto           | Polígono estrellado | Compuesto       |
| Imagen          | {20/6} = 2{10/3} | {20/7}              | {20/8} = 4{5/2}     | {20/9}              | {20/10} = 10{2} |
| Ángulo interior | 72°              | 54°                 | 36°                 | 18°                 | 0°              |

Los truncamientos más profundos del decágono regular y del decagrama pueden producir formas de icosagramas intermedios isogonales (figura isogonal) con vértices igualmente espaciados y dos longitudes de arista distintas.
Un icosagrama regular, {20/9}, puede verse como un decágono cuasi truncado, t{10/9}={20/9}. De manera similar, un decagrama, {10/3} posee un cuasitruncamiento t{10/7}={20/7}, y finalmente un decagrama simplemente truncado permite obtener t{10/3}={20/3}.
| Cuasirregular  |  |  |  |  | Cuasirregular  |
| t{10}={20}     |  |  |  |  | t{10/9}={20/9} |
| t{10/3}={20/3} |  |  |  |  | t{10/7}={20/7} |

## Polígonos de Petrie
El isodecágono regular es el polígono de Petrie para una serie de politopos de dimensiones superiores, que se muestran en proyecciones oblicuas sobre el plano de Coxeter:
| A19     | B10         | B10       | D11         | E8    | H4            | ½2H2            | 2H2               | 2H2             |
| ------- | ----------- | --------- | ----------- | ----- | ------------- | --------------- | ----------------- | --------------- |
| símplex | 10-ortoplex | decaracto | 11-demicubo | (421) | hexacosicoron | Gran antiprisma | 10-10 duopirámide | 10-10 duoprisma |

También es el polígono de Petrie para 120-cell icosaedral, 120-cell estrellado pequeño, 120-cell icosaedral grande y 120-cell gran grande.